# Messua (personaggio)
Messua (a volte chiamata anche Meshua) è un personaggio letterario della serie di racconti intitolate Il libro della giungla e Il secondo libro della giungla dello scrittore britannico Rudyard Kipling.

## Storia
Messua è la donna di un villaggio indiano al quale arriva un giorno Mowgli: la donna e suo marito (l'uomo più ricco della città) inizialmente credono che si tratti del loro figlio Nathoo, disperso nella giungla anni prima, ma poi scoprono che non è così. Ciononostante adottano il bambino, che però passa gran parte del tempo nella giungla, dove ha vissuto fino a quel momento. Sia lei che suo marito vengono per questo accusati di stregoneria da parte di Buldeo, che incita gli abitanti del villaggio a bruciarli sul rogo; Mowgli però li salva.
Nutre un grande affetto materno nei confronti di Mowgli, e alla fine lo convince a restare con lei e all'altro suo figlio.

## Altri media
- Nel film Il libro della giungla (Jungle Book) del 1942, Messua è interpretata da Rosemary DeCamp e doppiata in Italia da Vanna Busoni. Qui è la madre naturale di Mowgli, e vive con un servo, dopo che suo marito è stato ucciso dalla tigre Shere Khan.
- Nella serie animata Il libro della giungla (Jungle Book Shōnen Mowgli) del 1989, Meshua (in originale Messua) è una ragazzina del villaggio indiano della quale Mowgli si invaghisce; è doppiata da Akiko Yajima nella versione originale e da Lara Parmiani in quella italiana.
- Nella serie televisiva Jungleboek del 1992, Messua è interpretata da Brenda Bertin nella versione adulta e da Nele Van de Abeele nella versione bambina.

## Riferimenti
Il genere di ragni saltatori Messua è chiamato così in onore del personaggio.